# Clinopodium grandiflorum
Clinopodium grandiflorum o Calamintha grandiflora es una especie de planta herbácea perteneciente a la familia Lamiaceae, siendo una especie de planta medicinal. 

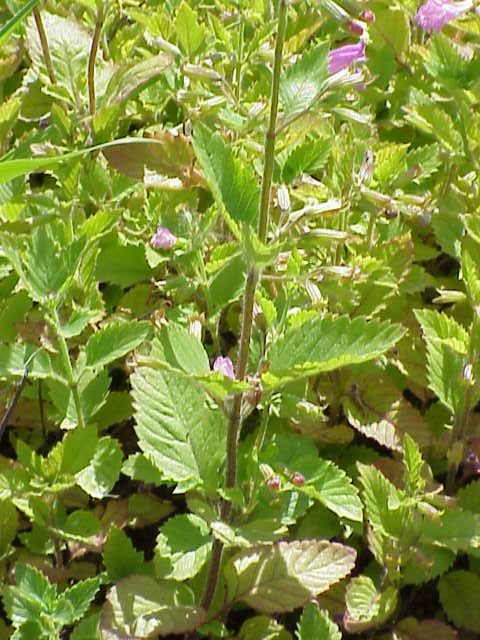
Vista de la planta

## Distribución geográfica
Es natural del sur de Europa.

## Descripción
Es una planta herbácea perenne con hojas aromáticas utilizadas como infusión para tés por su agradable y refrescante sabor a menta, las hojas y flores se secan para su posterior consumo. Las flores son hermafroditas de color rosa y son polinizadas por abejas e insectos.

## Propiedades
- Son diaforéticas y expectorantes.
- En infusión se utiliza contra los problemas nerviosos y los dolores de reumatismo.

## Taxonomía
Clinopodium grandiflorum fue descrita por (L.) Kuntze  y publicado en Revisio Generum Plantarum 2: 515. 1891.
Sinonimia
- Melissa grandiflora L., Sp. Pl.: 592 (1753).
- Thymus grandiflorus (L.) Scop., Fl. Carniol., ed. 2, 1: 424 (1771).
- Calamintha grandiflora (L.) Moench, Methodus: 408 (1794).
- Acinos grandiflorus (L.) G.Don ex Loudon, Hort. Brit.: 239 (1830).
- Satureja grandiflora (L.) Scheele, Flora 26: 577 (1843).
- Faucibarba grandiflora (L.) Dulac, Fl. Hautes-Pyrénées: 402 (1867).[2]

## Nombre comunes
- Castellano: calamento de flor grande, calamento de montaña, toronjil enano.[3]